# نووزنامنکا (شهرستان کورینسکی، سرزمین آلتای)
نووزنامنکا (به لاتین: Novoznamenka) یک منطقهٔ مسکونی در روسیه است که در سرزمین آلتای واقع شده‌است.